# 市原市立若宮小学校
市原市立若宮小学校（いちはらしりつ わかみやしょうがっこう）は、千葉県市原市若宮にある公立小学校。文部科学省の学校コードはB112210004583、旧学校調査番号は121083。

## 概要
市原市北部の市原地区に位置する。若宮団地造成による児童数増加に伴う新設校である。市原市の小学校の中では市原市立国分寺台東小学校に次いで4番目に通学区域の範囲が狭い。

## 沿革

### 概歴
1972年（昭和47年）4月、市原市立若宮小学校として新設開校した。開校当初の児童数は10学級253名であった。同年10月9日に校舎落成開校式典を挙行しており、この日が同校開校記念日となっている。児童数のピークは1980年（昭和55年）の32学級で、この当時はプレハブ仮校舎を増築し、翌1981年（昭和56年）3月まで使用して対処した。2017年5月1日現在の児童数は277名。1983年（昭和58年）以降、市原市教育委員会より複数回の研究学校指定を受けており、2015年（平成27年）までの指定回数は13回になる。その他、学校表彰回数は6回で、1997年（平成9年）には日本PTA連絡協議会より会長賞団体表彰を、1999年（平成11年）には全日本交通安全協会から交通安全優良学校受賞および千葉県知事より交通安全功労者千葉県知事表彰を、2003年（平成15年）には市原市より地域貢献表彰を受け、2011年（平成23年）に千葉県教育功労者団体の部受賞、2012年（平成24年）に平成24年度優良PTA文部科学大臣表彰を受賞している。

### 年表
- 1972年（昭和47年）4月1日 - 市原市立若宮小学校開校[4]。

## 校則

### 校章
泰山木の6枚の葉が中心に描かれ、中央に「小」と書かれている。これは、純白な花弁や光沢のある厚い緑色の葉に強い意志を感じとり、泰山木の姿を若宮小学校の象徴とすることにした。

## 施設

### 敷地
敷地の詳細は以下の通りである。
- 所在地：〒290-0006　千葉県市原市若宮3丁目13番地
- 所有者：市原市
- 敷地面積：23,733m2
- 用途地域：第一種低層住居専用地域
- 指定建蔽率：50%
- 指定容積率：100%
- 取得価格：884,510,000円

### 建物
敷地内の建物は以下の通りである。
| 棟番号 | 棟名称     | 構造 | 階数        | 延床面積   | 建築年 | 耐震情報   | 備考     |
| ------ | ---------- | ---- | ----------- | ---------- | ------ | ---------- | -------- |
| 001    | 校舎・園舎 | RC造 | 地上3階建て | 3,473.00m2 | 1972年 | 耐震工事済 | IS値0.71 |
| 002    | 校舎・園舎 | RC造 | 地上2階建て | 1,291.00m2 | 1975年 | 耐震工事済 |          |
| 003    | 体育館     | S造  | 地上1階建て | 917.00m2   | 1978年 | -          | IS値1.11 |
| 004    | 校舎・園舎 | RC造 | 地上2階建て | 670.00m2   | 1981年 | 耐震工事済 | IS値0.82 |
| 005    | 校舎・園舎 | RC造 | 地上2階建て | 331.00m2   | 1979年 | 耐震工事済 |          |
| 006    | 校舎・園舎 | RC造 | 地上1階建て | 83.00m2    | 1979年 | 耐震工事済 |          |
| 007    | 倉庫・物置 | S造  | 地上1階建て | 54.00m2    | 1972年 | -          |          |
| 008    | 倉庫・物置 | S造  | 地上1階建て | 53.00m2    | 1977年 | -          |          |
| 009    | 倉庫・物置 | S造  | 地上1階建て | 26.00m2    | 1975年 | -          |          |
| 010    | 倉庫・物置 | 木造 | 地上1階建て | 26.00m2    | 1994年 | -          |          |
| 011    | 倉庫・物置 | S造  | 地上1階建て | 26.00m2    | 1995年 | -          |          |
| 012    | 倉庫・物置 | S造  | 地上1階建て | 14.00m2    | 1977年 | -          |          |
| 013    | ポンプ室   | S造  | 地上1階建て | 8.00m2     | 1981年 | -          |          |

## 規模
2022年（令和4年）4月1日現在の学校規模は以下の通りである。
| 児童数   | 257名   |
| 学級数   | 14学級  |
| 学区面積 | 0.997m2 |
| 学区人口 | 5,034人 |

## 諸活動

### 部活動
2024年現在、音楽部と陸上部の二つのみ。

## 年間行事
シールオリエンテーションと称する隠れた先生たちのシールを見つけ出す遊び。シールには得点が書いており、その得点を合計して勝敗を決める。他の学年と交流する機会にもなる。

## 通学区域
以下の町丁字とその範囲を通学区域として指定している。
- 若宮1 - 7丁目
- 能満の一部
- 山木の一部
- 菊間の一部

## 通学区域内施設
- 若宮児童遊園
- 若宮公民館

## 中学校区
1971年4月1日 - 1981年3月31日・2023年4月1日 - 現在
- 市原市立八幡中学校

1981年4月1日 - 2023年3月31日
- 市原市立八幡東中学校

## 隣接小学校区
- 市原市立八幡小学校
- 市原市立市原小学校
- 市原市立白幡小学校
- 市原市立菊間小学校

## 交通
- 八幡宿駅から徒歩23分
- 小湊鐵道バス
  - （八02、八05、八09系統）「若宮団地」下車、徒歩3分